# 新井尭爾

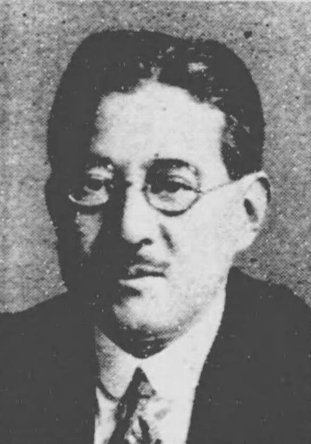
新井尭爾

新井 尭爾（新井堯爾、あらい たかじ / ぎょうじ、1886年（明治19年）5月15日 – 1966年（昭和41年）5月9日）は、日本の政治家、鉄道官僚。衆議院議員（2期）

## 経歴
埼玉県南埼玉郡篠津村（現在の白岡市）に衆議院議員新井啓一郎の三男として生まれる。旧制第四高等学校を経て、1912年（明治45年）、東京帝国大学法科大学法律学科（英法）を卒業。高等文官試験に合格し、鉄道院書記、沼津駅助役、程ヶ谷駅駅長、鉄道院参事補、同副参事、同参事、鉄道書記官、監督局業務課長、門司鉄道局運輸課長、東京鉄道局運輸課長、運輸局国際課長、同局配車課長などを歴任した。
1930年（昭和5年）、国際観光局が新設されると局長に就任し、観光基盤作りに尽力した。その後、東京鉄道局長、鉄道省運輸局長を務め、1937年（昭和12年）に退官した。退官後は、華北交通株式会社の理事を務めた。
1942年（昭和17年）、第21回衆議院議員総選挙に翼賛政治体制協議会推薦で立候補して当選を果たし、幣原内閣で運輸政務次官を務めた。その後、公職追放となり、追放解除後の1952年（昭和27年）の第25回衆議院議員総選挙に無所属で立候補し、政界復帰を果たしたが、自由党候補として臨んだ翌1953年（昭和28年）の第26回衆議院議員総選挙で落選した。
さらに1942年から東亜旅行社の理事長を務め、1945年（昭和20年）に東亜旅行社が日本交通公社に改称した後も引き続き理事長、会長を務めた。その他、全日本観光連盟副会長を務めた。
1964年（昭和39年）11月の秋の叙勲で勲三等から勲二等に叙され、瑞宝章を受章する。
1966年（昭和41年）5月9日、死去した。79歳没。同月13日、特旨を以て位一級を追陞され、死没日付をもって正四位から従三位に叙され、銀杯一組を賜った。

## 著書
- 『鉄道現業の第一線に起ちて』（鉄道新聞社出版部、1929年）
- 『観光の日本と将来』（観光事業研究会、1931年）
- 『鉄道と皇道精神』（鉄道青年会出版部、1934年）